# Krajowa Lista Profesjonalnych Audytorów i Kontrolerów Wewnętrznych
Krajowa Lista Profesjonalnych Audytorów i Kontrolerów Wewnętrznych – wykaz profesjonalistów utworzony w 1998 roku przez Polski Instytut Kontroli Wewnętrznej (PIKW) w celu ewidencji osób, które zdobyły zawodowe kwalifikacje powiązane z działalnością kontroli i audytu. Od 2010 roku Lista dostępna jest w Internecie.
Lista umożliwia potencjalnym pracodawcom sprawdzenie, czy ich pracownik lub kandydat do pracy posiada aktualne kwalifikacje zawodowe. Aktualność kwalifikacji jest utrzymywana poprzez uczestnictwo w punktowanych wydarzeniach (kursy, szkolenia, konferencje, fora, publikacje), których lista jest dostępna przy każdym z członków listy. Osoby figurują na Krajowej Liście jedynie pod warunkiem stałego doszkalania, czyli zdobywania w określonym czasie pewnej liczby punktów CPE (Continuing Professional Education)